# أوتشيرباتين بورما
أوتشيرباتين بورما (بالمنغولية: Очирбатын Бурмаа) (من مواليد 28 مايو 1982) هي مصارعة حرة منغولية. شاركت في حدث 72 كجم حرة في دورة الألعاب الأولمبية الصيفية 2012 حيث هزمت الكندية ليا كالاهان في الدور الثمن النهائي وتم إقصاؤها من قبل الإسبانية مايدر أوندا في الدور الربع النهائي. كما شاركت في هذه الفئة من الوزن في الألعاب الأولمبية الصيفية 2004 حيث أنهت في المركز العاشر.

## روابط خارجية
- أوتشيرباتين بورما على موقع قاعدة بيانات المصارعة الدولية (الإنجليزية)
- أوتشيرباتين بورما على موقع اللجنة الأولمبية الدولية (الإنجليزية)
- أوتشيرباتين بورما على موقع أوليمبيديا (الإنجليزية)